# Nowe Witki
Nowe Witki (deutsch Neu Aßmanns) ist ein Ort in der polnischen Woiwodschaft Ermland-Masuren. Er gehört zur Gmina Bartoszyce (Landgemeinde Bartenstein) im Powiat Bartoszycki (Kreis Bartenstein (Ostpr.)).

## Geographische Lage
Nowe Witki liegt vier Kilometer südlich der polnischen Staatsgrenze zur russischen Oblast Kaliningrad (Gebiet Königsberg (Preußen)) in der nördlichen Mitte der Woiwodschaft Ermland-Masuren, 18 Kilometer südwestlich der früheren und heute auf russischem Hoheitsgebiet gelegenen Kreisstadt Friedland (Ostpr.) (russisch Prawdinsk) bzw. acht Kilometer nördlich der heutigen Kreismetropole Bartoszyce (deutsch Bartenstein).

## Geschichte
Gegründet wurde das aus mehreren kleinen Gehöften bestehende Neu Assmanns im  Jahre 1855. Der kleine Gutsort gehörte zum Amtsbezirk Polkitten (polnisch Pełkity) im ostpreußischen Kreis Friedland (ab 1927: Kreis Bartenstein). 58 Einwohner zählte Neu Aßmanns im Jahre 1910.
Am 30. September 1928 verlor der Gutsbezirk Neu Aßmanns seine Eigenständigkeit und wurde nach Siddau (polnisch Żydowo) eingemeindet.
Das gesamte südliche Ostpreußen, zu dem Neu Aßmanns gehörte, wurde 1945 in Kriegsfolge an Polen abgetreten. Neu Aßmanns erhielt die polnische Namensform „Nowe Witki“ und ist heute ein Teil der Landgemeinde Bartoszyce (Bartenstein) im Powiat Bartoszycki (Kreis Bartenstein (Ostpr.)) in der Woiwodschaft Ermland-Masuren.

## Kirche
Bis 1945 war Neu Aßmanns in die evangelische Kirche St. Johann in Bartenstein in der Kirchenprovinz Ostpreußen der Kirche der Altpreußischen Union, außerdem in die Bartensteiner römisch-katholischen Kirche St. Bruno im damaligen Bistum Ermland eingepfarrt.
Heute gehört auch Nowe Witki kirchlich zur Stadt Bartoszyce, die nun allerdings katholischerseits dem Erzbistum Ermland zugeordnet ist, evangelischerseits nun ein Filialort der Johannes-Kirche in Kętrzyn (Rastenburg) in der Diözese Masuren der Evangelisch-Augsburgischen Kirche in Polen ist.

## Verkehr
Nowe Witki liegt an der Woiwodschaftsstraße 512, die heute von der polnisch-russischen Grenze bei Szczurkowo (Schönbruch) über Bartoszyce (Bartenstein) und Górowo Iławeckie (Landsberg) bis nach Pieniężno (Mehlsack) führt, vor 1945 als deutsche Reichsstraße 142 die Städte Wehlau (heute russisch Snamensk), Friedland (Prawdinsk) und Bartenstein mit Heilsberg (polnisch Lidzbark Warmiński) und Braunsberg (Braniewo) verband.
Eine Anbindung an den Bahnverkehr besteht nicht.